# Syllitus acanthias
Syllitus acanthias är en skalbaggsart som beskrevs av Mckeown 1937. Syllitus acanthias ingår i släktet Syllitus och familjen långhorningar. Inga underarter finns listade i Catalogue of Life.